# Yusra Warsama
Yusra Warsama, född 9 juli 1985 i Förenade arabemiraten, är en brittisk skådespelare av somalisk härkomst.
Warsama har bland annat medverkat i TV-serierna Castle Rock från 2019, The Gallows Pole från 2023. Hon har även medverka i Deliver Me med planerad premiär 2024.
Hon har även varit gästskådespelare i Barnmorskan i East End, säsong 6.

## Filmografi (i urval)
- 2016 – Our Girl (TV-serie)
- 2019 – Castle Rock (TV-serie) (TV-serie)
- 2023 – The Gallows Pole (TV-serie)
- 2024 – I dina händer (TV-serie)